# Макінтайр (Айова)
Макінтайр (англ. McIntire) — місто (англ. city) в США, в окрузі Мітчелл штату Айова. Населення — 113 особи (2020).

## Географія
Макінтайр розташований за координатами 43°26′9″ пн. ш. 92°35′37″ зх. д. / 43.43583° пн. ш. 92.59361° зх. д. (43.435960, -92.593685).  За даними Бюро перепису населення США в 2010 році місто мало площу 2,63 км², уся площа — суходіл.

## Демографія
Згідно з переписом 2010 року, у місті мешкали 122 особи в 55 домогосподарствах у складі 28 родин. Густота населення становила 46 осіб/км².  Було 64 помешкання (24/км²).
Расовий склад населення:
| - 100,0 % — білих |

До двох чи більше рас належало 0,0 %. Частка іспаномовних становила 1,6 % від усіх жителів.
За віковим діапазоном населення розподілялося таким чином: 18,9 % — особи молодші 18 років, 46,7 % — особи у віці 18—64 років, 34,4 % — особи у віці 65 років та старші. Медіана віку мешканця становила 49,5 року. На 100 осіб жіночої статі у місті припадало 90,6 чоловіків;  на 100 жінок у віці від 18 років та старших — 102,0 чоловіків також старших 18 років.
Середній дохід на одне домашнє господарство  становив 38 484 долари США (медіана — 31 500), а середній дохід на одну сім'ю — 56 800 доларів (медіана — 52 083). За межею бідності перебувало 12,8 % осіб, у тому числі 0,0 % дітей у віці до 18 років та 22,2 % осіб у віці 65 років та старших.
Цивільне працевлаштоване населення становило 64 особи. Основні галузі зайнятості: транспорт — 26,6 %, освіта, охорона здоров'я та соціальна допомога — 21,9 %, мистецтво, розваги та відпочинок — 14,1 %, будівництво — 14,1 %.